# Colt Dragoon
Ударний револьвер Кольта Model 1848 Army — був револьвером калібру .44, який створив Семюел Кольт для полку Mounted Rifles армії США. Також револьвер було надано полку «Драгунів». Револьвер було розроблено для вирішення численних проблем які були у револьвері Walker Colt. Також він з'вився після американсько—мексиканської війни і став популярний серед цивільного населення у 1850—ті та 1860—ті роки, а також під час Громадянської війни.

## Виробництво
Револьвер Кольт Dragoon випускався у декількох варіантах у період між 1848 та 1860 роками, коли був замінений револьвером Кольт Model 1860. Всі покращення конструкцій попередніх револьверів Кольта були поєднані у револьверах Dragoon. Загальна кількість випущених Кольт Dragoon, разом з 1100 переробленими револьверами Walkers, з 1847 по 1860 склала 19800 шт.; плюс 750 револьверів Dragoon для британського ринку. Колекціонери поділяють їх на три різних типи.

### Перша модель
Перша модель револьвера Кольт Dragoon має овальні виїмки на барабані, V—подібну бойову пружину, немає колесика на передній частині ударника, немає штифтів між патрубками і має квадратну захисну скобу спускового гачка. Кольт випустив близько 7000 револьверів першої моделі з 1848 по 1850.

### Друга модель
У другої моделі були прямокутні виїмки барабану. До револьвера з номером 10000 стандартною була V—подібна бойова пружина, яку замінили на пласку бойову пружину і колесо перенесли на ударник з пружини. Усі револьвери другої моделі мали квадратні запобіжні скоби. Компанія випустило близько 2550 револьверів другої моделі у 1850 та 1851.

### Третя модель
Третя модель револьвера Dragoon випускалася з 1851 по 1860. Ця модель мала більше варіантів ніж дві попередні. Деякі револьвери мали змінні плечові упори, горизонтальні важелі для заряджання та відкидні приціли. У третьої моделі була кругла запобіжна скоба. У урядових записах йдеться про замовлення 8390 револьверів Dragoon.

### Кишеньковий пістолет 1848
Інші варіанти в тому числі і Кольт «1848 Pocket Pistol» відомі як англ. Baby Dragoon. Вони продавалися у Каліфорнії і мали успіх під час Золотої Лихоманки. Після додавання важеля заряджання він перетворився на кишеньковий револьвер 1849 .

## Розмір
Револьвери Dragoon були розроблені для вирішення проблем які були притаманні револьверам Colt Walker, а саме великі розмір та вага (чотири з половиною фунти) Walker'а, робили його зручним лише для перевезення у сідельних сумках, у Walker'а часто вибухали камори барабану через подвійний заряд пороху, а також у Walker'а часто випадав важіль заряджання, що могло призвести до зупинки у роботі револьвера під час бою. Барабан револьвера Кольт Dragoon був коротший і кожна камора вміщувала 50 гранів пороху, у той час як Walker заряджався 60 гранами пороху. Револьвер Dragoon мав коротший ствол довжиною 7,5 дюймів (пізніші моделі мали 8 дюймів) у порівнянні з 9 дюймовим стволом револьвера Walker. Замість пружини на важелі заряджання була встановлена засувка яка надійно утримувала важіль під час стрільби і запобігала збоям у роботі револьвера. Моделі револьвера Кольт Dragoon важили 4 фунти 2 унції. Ці зміни також зменшили ризики вибуху револьвера Кольт Dragoon під час стрільби, на відміну від револьверів Walker.

## Популярність

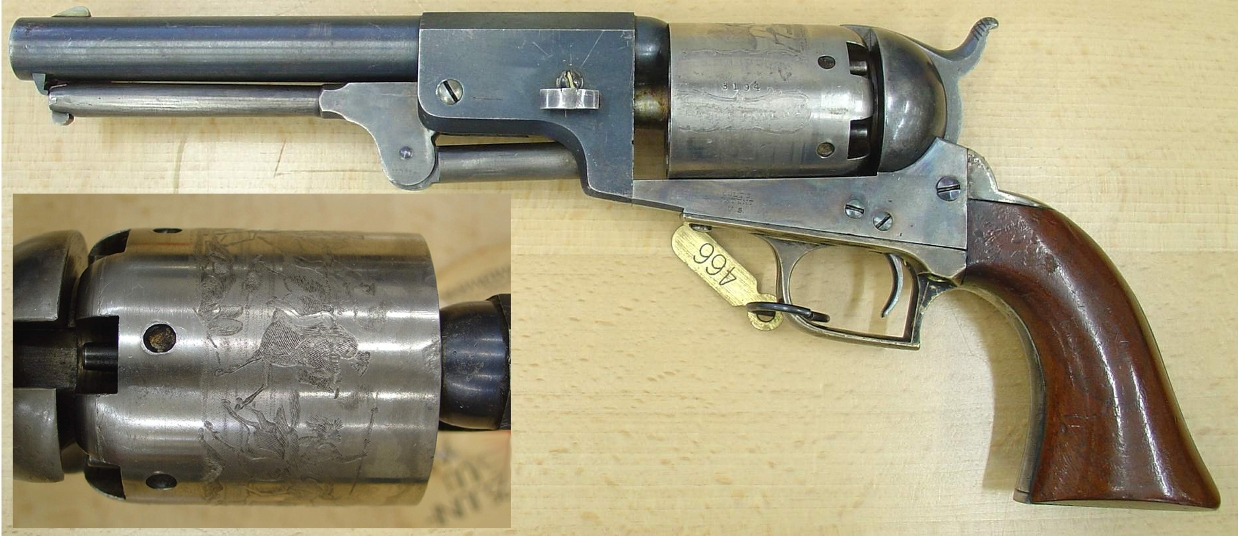
Модель кобурного пістолета Кольта 1848 (Перша модель Dragoon), з квадратною захисною скобою, овальними отворами зупинки барабана

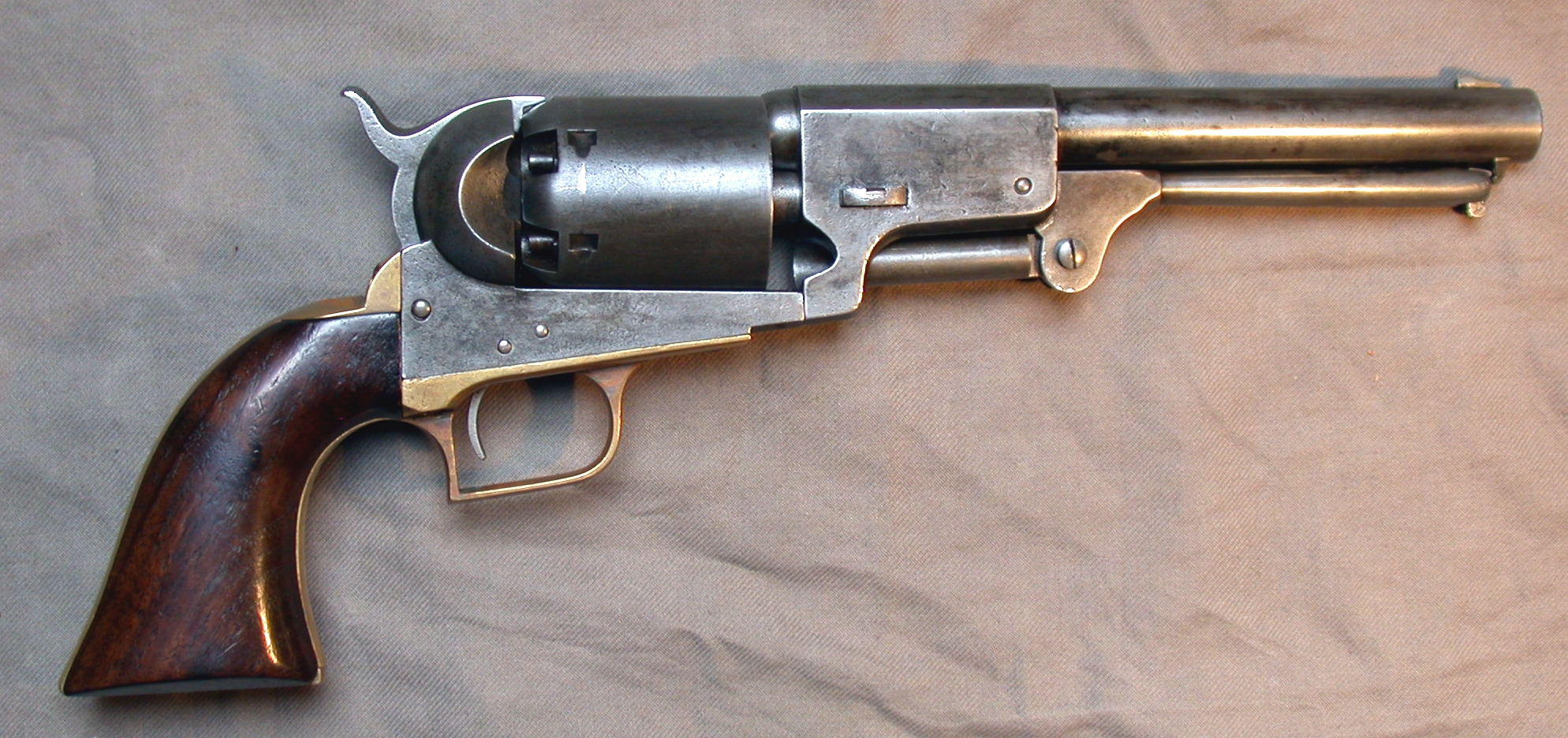
Друга модель Кольт Dragoon 1848, з квадратною захисною скобою

Револьвери Кольт Dragoon стали дуже популярні під час Громадянської війни. Спочатку Кольт Dragoon замовив загін Mounted Rifles армії США. Вони возили їх у сідельних кобурах. Револьвер Кольт Dragoon завоювали популярність серед цивільних на Південному Заході країни де багато мешканців брали участь у американсько—мексиканській війні. Револьвери Dragoon стали головною зброєю цивільних які вважали їх самою потужною зброєю усіх часів.
Відомими власниками цих револьверів були Хоакін Мурієта, каліфорнійський бандит; Чарлі Пархурст, каліфорнійський погонич; Тібурціо Васкез, каліфорнійський бандит; генерал Союзу Джордж Б.Макклін; можливо Гаррієт Табменa з підпільної залізниці і вигадані Август Макрей у романі Самотній голуб, Метті Росс у романі Справжня мужність і у версії фільму 2010 року (у фільмі 1969 Метті Росс використовувала револьвер Кольт Walker, хоча персонаж Джона Вейна Півень назвав його Кольт Dragoon). Чарлі Пархурст, переганяючи худобу, був атакований двома бандитами, яких зміг знешкодити своїм кобурним револьвером Кольта. Згідно щотижневика Harper's Weekly, Джеймс Батлер (Дики Білл) Хікок прибув до Спрингфілду, Міссурі з револьвером Dragoon, хоча прийнято вважати, що у вуличній бійці з Девідом Таттом він використовував модель Navy.

## Наш часи
Зараз револьвери Dragoon є колекційною зброєю в коштують великих грошей.
Нестріляючі репліки револьвера Кольт 1848 Dragoon випускають у Дені у Іспанії. У 2005 пожежа на фабриці знищила прес-форму револьвера і з тих пір його не виробляють. Модель Кольт 1848 Dragoon з Дені була нікельовані.
Якісні репліки револьвера Dragoon зараз випускає компанія Альдо Уберті з Брешії, Італія, а США їх продають Taylors, Inc., Cimarron Firearms та інші. Вони дуже точні і набагато потужні ніж подібні револьвери. Швидкість круглої кулі діаметром .451-457-дюймів вагою приблизно 141 гран з зарядом 50 гранів пороху дорівнює 300—335 м/с в залежності від пороху який використовують.
У фільмі 1969 року Справжня мужність використано перероблений револьвер Кольт Walker замість револьвера Кольт Dragoon про який йдеться мова у книзі. Саме таку зброю носила 14-річна Метті, можливо через те, що Кольт Walker був більшого розміру. Револьвер Dragoon було використано у фільмі 2010 Coen Bros.

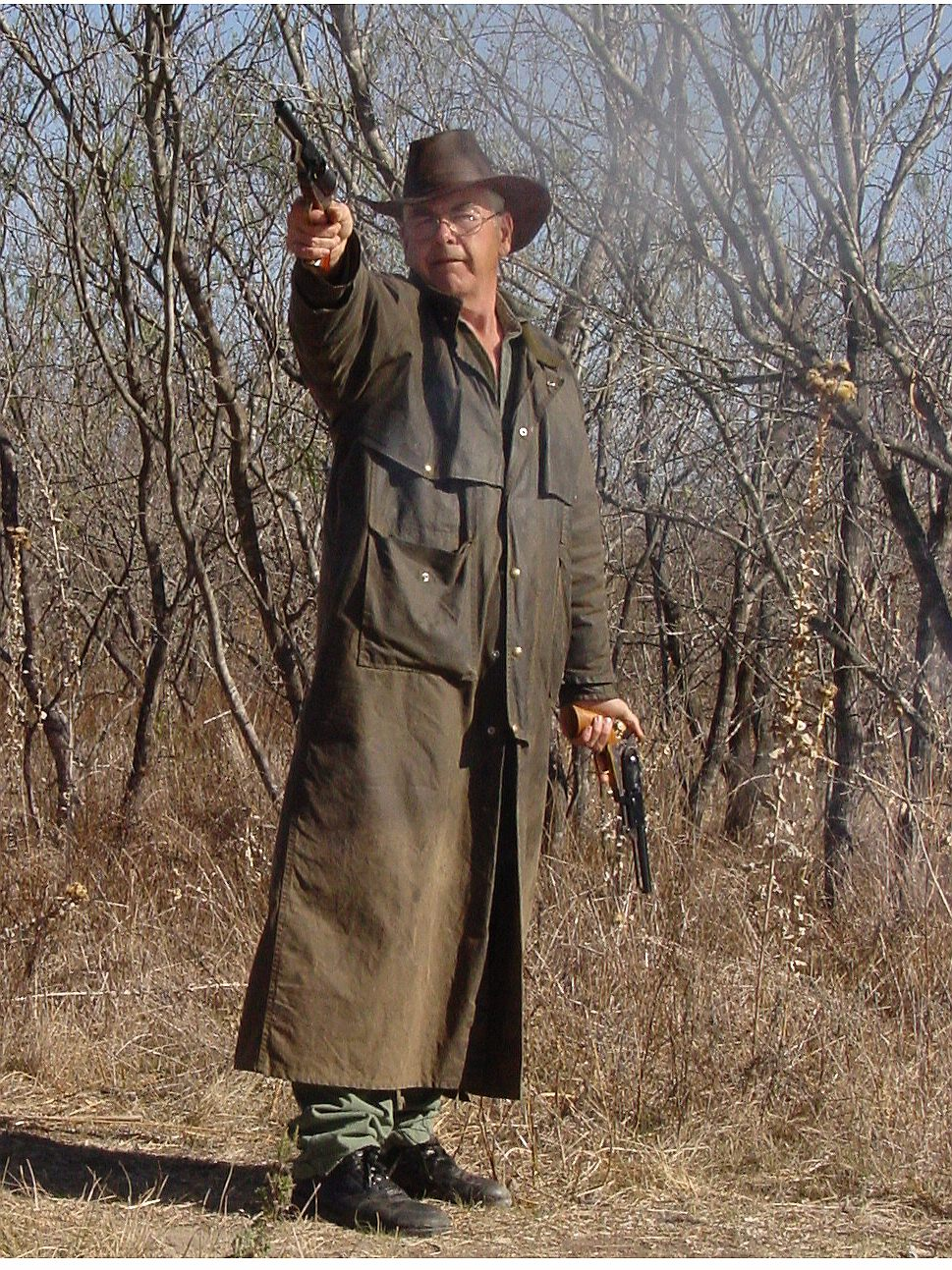
Стрільба на вскидку з Драгунів